# Rinton
Rinton, gr. Ῥίνθων (IV/III w. p.n.e.) – grecki poeta.

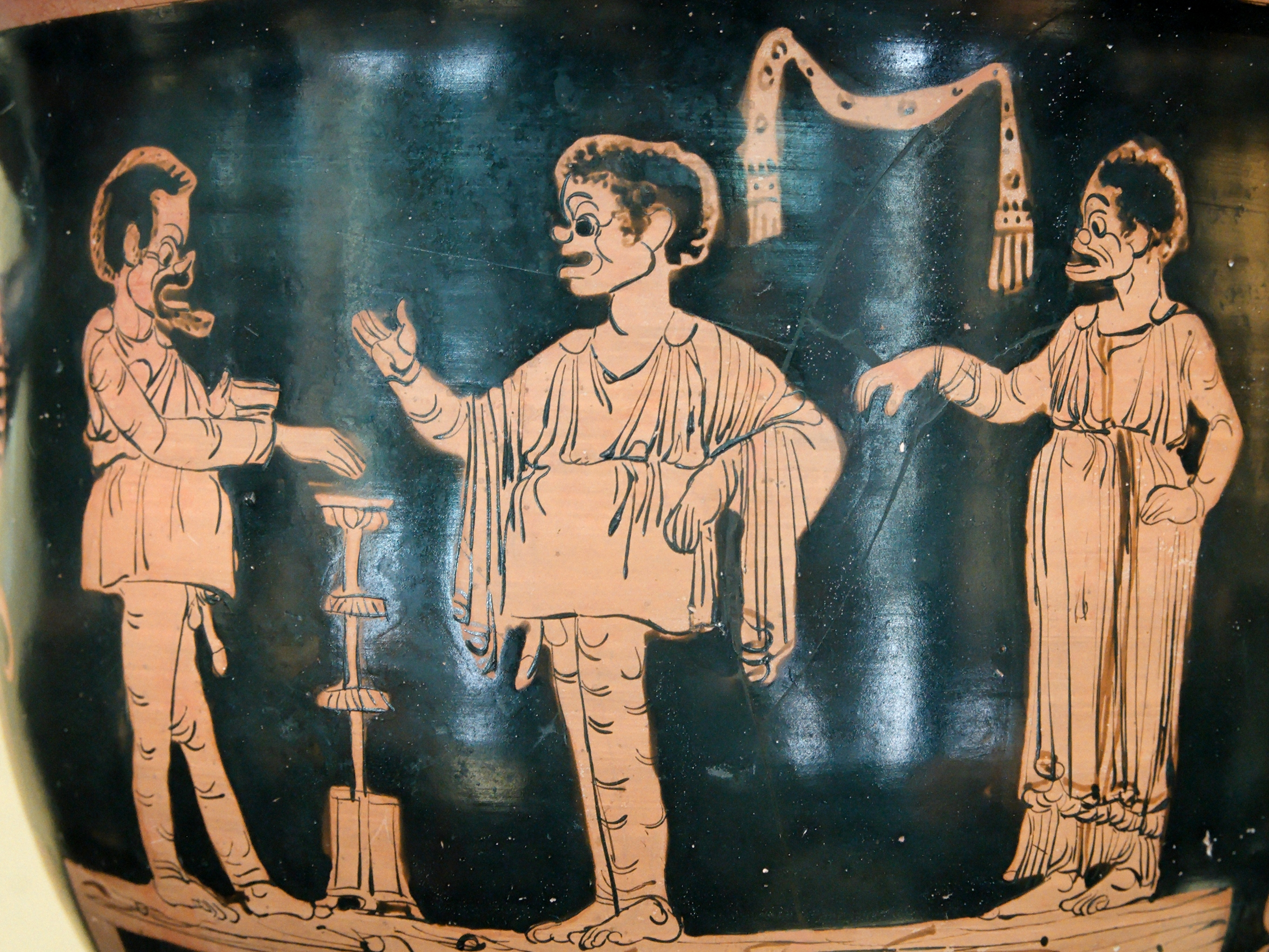
Scena z komedii flyackiej na apulskim kraterze z IV wieku p.n.e.

Pochodził z Syrakuz lub Tarentu, był synem garncarza. Działał w czasach panowania Ptolemeusza I jako autor tzw. komedii flyackich. Z przypisywanych mu 38 sztuk scenicznych, zachowały się tytuły 9 (m.in. Herakles, Medeia, Orestes) i nieliczne fragmenty. W mimie italskim był twórcą tzw. hilarotragedii – komicznych parodii tragedii; tematy swoich sztuk zapożyczał z mitologii, wprowadzając elementy komiczne czerpane ze scenek z życia codziennego. Jego sztuka Amfitrion mogła być wzorem dla komedii Plauta o tym samym tytule.
Poetka Nossis poświęciła mu nagrobny epigramat (Anthologia Palatina VII, 414), w którym stwierdza jego pochodzenie z Syrakuz i nadmienia, że jako twórca nowej tematyki w komedii flyackiej był autorem tragifars, (później zwanych przez Rzymian fabulae Rhintonicae).  